# Георги Бачев
Георги Крумов Бачев (роден на 18 април 1977 г.) е бивш български футболист, играл като ляво крило и нападател. Кариерата му преминава през Пирин (Благоевград), Славия (София), Левски (София) и Вихрен (Сандански). Заради чести контузии се отказва от активна дейност едва на 30-годишна възраст. Има 191 мача и 43 гола в А група.
Между 1997 г. и 1999 г. изиграва 16 мача и бележи един гол за националния отбор на България. Участник на световното първенство Франция'98.

## Кариера
Играл е като ляво крило или нападател. Между 1995 и 1999 е национал на България. Юноша е на ОФК Пирин (Благоевград). Двукратен шампион на България (2000, 2001) и носител на купата на страната (2000) с отбора на Левски, за който има 62 мача и 20 гола във всички турнири. Също така голяма част от кариерата му минава в Славия. Бачев завършва кариерата си във Вихрен (Сандански) през 2007 година. През 2010 е спортен директор на Локомотив (Мездра).
За А национален отбор има 16 мача и 1 гол. Участник е на Световното първенство във Франция през 1998 (в 2 мача).

## Статистика по сезони
- Сезон 1993/94: Пирин, 8 мача, 0 гола
- Сезон 1994/95: Пирин, 25 мача, 0 гола
- Сезон 1996/97: Славия, 8 мача, 0 гола
- Сезон 1997/98: Славия, 27 мача, 8 гола
- Сезон 1998/99: Славия 15 мача, 4 гола; Левски, 11 мача, 4 гола
- Сезон 1999/00: Славия, 2 мача, 0 гола; Левски, 7 мача, 3 гола
- Сезон 2000/01: Левски, 11 мача, 2 гола
- Сезон 2001/02: Левски, 18 мача, 8 гола
- Сезон 2002/03: Левски, 2 мача, 0 гола; Славия, 6 мача, 1 гол
- Сезон 2003/04: Славия, 21 мача, 3 гола
- Сезон 2004/05: Вихрен, 15 мача, 14 гола
- Сезон 2005/06: Вихрен, 22 мача, 7 гола
- Сезон 2006/07: Вихрен, 9 мача, 3 гола